# Наночернила
Наночернила (также чернила для струйной микропечати) (англ. nanoink) — коллоидный раствор наночастиц в дисперсионной среде (суспензия), предназначенный для создания наноструктурированных покрытий с заданной топологией и функциональными характеристиками.

## Описание
В состав чернил входит большое количество компонентов, каждый из которых имеет свое функциональное назначение. К наиболее значимым из них можно отнести:
- нанодисперсные частицы — носители основных функциональных характеристик конечного продукта: проводимости, люминесценции, поглощения в определенном диапазоне длинных волн, магнетизма;
- дисперсионную среду — «растворитель» для ультрадисперсных частиц;
- поверхностно-активные вещества, используемые для повышения стабильности суспензий и увеличения за счет этого срока хранения чернил, а также для улучшения смачиваемости поверхности подложки чернилами;
- консерванты, предотвращающие рост микроорганизмов, особенно при длительном хранении;
- специализированные добавки для контроля реологических характеристик чернил и уменьшения скорости их высыхания при контакте с воздухом (например, в соплах печатающей головки).

Для наночернил важны характеристики печатного оборудования, в которых они могут быть использованы, поэтому данные наносистемы разрабатывают специально под определенную конструкцию печатающих головок принтера с заданным размером дюз и т.п.
Использование наночернил в струйной печати позволяет значительно уменьшить размер капли чернил и повысить за счет этого разрешение отпечатка, увеличить срок хранения чернил за счет повышения стабильности суспензий и уменьшить массовое содержание пигмента за счет более высокой удельной интенсивности светорассеяния. Повышение разрешения струйной печати посредством использования наночернил приводит ко все более активному применению струйных методов в электронике для производства печатных плат, создания биочипов и др.